# Perniö
Perniö est une ancienne municipalité du sud-ouest de la Finlande, dans la région de Finlande du Sud-Ouest.
Les municipalités d'Halikko, Kiikala, Kisko, Kuusjoki, Muurla, Perniö, Pertteli, Suomusjärvi et Särkisalo ont fusionné avec Salo le 1er janvier 2009.
Bien que bordée par plusieurs communes à majorité suédophones, elle est unilingue finnois (seuls 1,8 % de la population parlent le suédois ce qui n'est pas suffisant pour être reconnu comme langue officielle).

## Géographie
Les 95 villages de la commune sont majoritairement agricoles. Ils sont généralement constitués de quelques fermes. La municipalité est coincée entre plusieurs villes moyennes, en bordure Est de l'Archipel de Turku.
On trouve à proximité de la mer une petite zone protégée et un centre de ski, le domaine de randonnée de Teijo. Le petit village de forge de Koski, fondé en 1679, se situe lui en bordure est.
Le centre administratif est traversé par la route entre Salo (23 km) et Ekenäs (35 km). La voie ferrée Helsinki-Turku traverse également la municipalité mais la gare n'est plus en service. Par la route Helsinki est à 132 km et Turku à 75.

## Personnalités
- Lauri Vuorinen (1995-), fondeur finlandais, est né à Perniö.